# Coleophora expressella
Coleophora expressella is een vlinder uit de familie kokermotten (Coleophoridae). De wetenschappelijke naam is voor het eerst geldig gepubliceerd in 1902 door Klemensiewicz.
De soort komt voor in Europa.